# ラジオ歌謡
ラジオ歌謡（ラジオかよう）は、NHKラジオ第1放送（サービスエリアが関東地方の東京第1放送のコールサイン＝JOAK）で1946年5月1日から1962年3月3日まで放送されていた歌番組である。また、同番組で取り上げられた歌曲を指すこともある。もともとの発案は大阪放送局（JOBK）であった。

## 概要
戦前、「健全な歌で、国民の音楽文化の啓発を」の目的で始められた国民歌謡が、1940年頃を境に戦意高揚、思想統制の道具とされてしまったことを受け、再び国民歌謡の初心に戻って始められた番組が『ラジオ歌謡』だった。
また、戦後まもなくヒットした映画『そよかぜ』の主題歌「リンゴの唄」が大ヒットし、貧しさとひもじさにうちひしがれていた国民の大いなる慰めになったのも、番組登場のきっかけになったといわれる。
発案はNHK大阪中央放送局であったが、やがて東京放送局でも放送されるようになり、800曲近い曲を放送した。うち大阪で制作されたのは180である。
高木東六、團伊玖磨、古関裕而、服部良一、清水脩、芥川也寸志らが楽曲の制作にあたった。
第1作は1946年5月の「風はそよかぜ」で、その後、「朝はどこから」、「三日月娘」、「あざみの歌」、「山小舎（）の灯（）」、「さくら貝の歌」、「森の水車」、「雪の降るまちを」など、現在も叙情歌として親しまれている作品が数多く発表された。1953年には、当時まだ16歳だった美空ひばりが登場し、「あまんじゃくの歌」を歌っている。
番組では、ただ歌を放送するだけでなく、アナウンサーが歌詞を朗読したり、難しいことばの説明、また歌い方の指導などもした。歌の文句は聞き取りにくく、「耳学問」では間違って覚えやすいことを配慮したためである。
歌謡だけでなく歌曲「夫婦善哉」などの劇も放送された。大阪放送局には、専属の管弦楽団と合唱団があった。
ラジオ歌謡の成功は戦後次々開局した民放ラジオ局にも多大な影響を与え、大阪の朝日放送はラジオ歌謡に対抗し、呉羽紡績（現・東洋紡績）の協賛で民放版のそれともいえる“クレハ・ホームソング”を企画・制作した。ここからも「踊子」（三浦洸一）、「川は流れる」（仲宗根美樹）、「白いボール」（王貞治・本間千代子）、「ふるさとのはなしをしよう」（北原謙二）などの歌曲が生まれている。
1960年代になると、ラジオの名物番組が次々に姿を消すようになり、ラジオ歌謡も1962年に終了した。一方で1961年からは『みんなのうた』が放送開始された。